# Aeródromo Santa Rita
El Aeródromo Santa Rita (OACI: SCCS) es un terminal aéreo ubicado a 6.5 kilómetros al noroeste de Casablanca, Provincia de Valparaíso, Región de Valparaíso, Chile. Es de propiedad privada.